# Sot del Planter
El Sot del Planter és un cap de vall petit i tancat del terme municipal de Monistrol de Calders, al Moianès.
Està situat a prop i al sud-oest del poble, en el vessant nord-oest del Coll de Portella, a ponent del Forn del Peneta. És a migdia de la Llandriga, i la seva part superior forma la Baga del Coll de Portella. Pel seu costat de llevant davalla el torrent de la Baga del Coll de Portella.